# Burg Rauendahl
Die Burg Rauendahl auch Ruwendahl genannt ist eine abgegangene Burg, die gegenüber von Haus Kliff auf der rechten Seite der Ruhr bei Welper lag. Heute dürfte sich diese Stelle auf dem Gelände der Henrichshütte in Hattingen befinden.
Die Niederungsburg war ein Stützpunkt des Erzbischofs von Köln und Herzogs von Westfalen. Sie gehörte angeblich einem Hardenberger, der die Gegend als Raubritter unsicher machte. Jedenfalls zerstörte Graf Eberhard I. von der Mark die Burg im Jahre 1287.
Bei niedrigem Wasserstand der Ruhr sind noch Mauerreste und Stufen einer Treppe zu erkennen, die vermutlich zu der Burganlage zählen. 1803 wurden beim Bau einer Kohlenniederlage Urnen, Gerätschaften und Eisenteile von Waffen und Pferdegeschirren gefunden, die von Carl Arnold Kortum untersucht und beschrieben wurden.